# シルヴィー・テステュー
シルヴィー・テステュー（Sylvie Testud, 1971年1月17日 - ）は、フランスの女優、作家、映画監督。主に映画や舞台で活動しており、セザール賞など数多くの映画賞を受けている。

## 経歴
リヨンで出生。14歳の時、クロード・ミレール監督の『なまいきシャルロット』に主演したシャルロット・ゲンズブールを見て女優の道を志し、演技の勉強を始めた。1989年にパリに出て歴史を学び、フローラン演劇学校にて学び、次いで3年間、フランス国立高等演劇学校（コンセルヴァトワール）にて、ジャック・ラサルおよびカトリーヌ・ヒーゲルの元で演劇を学んだ。1991年にギャスパー・ノエ監督の『カルネ』で小さな役を得て映画デビュー。その後、フィリップ・アレル監督『L'histoire du garçon qui voulait qu'on l'embrasse』（1994年）、ディディエ・オードパン監督『Le plus bel âge』（1995年）などの作品に出演し、地歩を固めていった。
1997年、ドイツ映画の『ビヨンド・サイレンス』（カロリーヌ・リンク監督）に主演。ろう者の両親を持つ少女を演じるためにドイツ語とクラリネット、手話を習得して撮影に臨み、ドイツ映画賞の最優秀女優賞を受賞した。
2000年にマルセル・プルーストの小説『失われた時を求めて』の一編を映画化した『囚われの女』（シャンタル・アケルマン監督）でセザール賞およびヨーロッパ映画賞の最優秀女優賞にノミネートされた。この時は賞を逃したが、翌2001年、主役を務めた『Les blessures assassines』（ジャン＝ピエール・ドゥニ監督）でセザール賞新人女優賞を受賞。
2003年、それまでの女優生活を綴った自伝『Il n'y a pas beaucoup d'étoiles ce soir』を発表。翌2004年にはアメリー・ノートンの自伝的小説の映画化『畏れ慄いて』（アラン・コルノー監督）で、不可解な日本の企業社会の中で生きるベルギー人の主人公を演じ、セザール賞最優秀女優賞など数々の賞を獲得。
2007年のフランス大統領選挙では、社会党から出馬したセゴレーヌ・ロワイヤルの選挙運動に協力した。
2012年に『マリー、もうひとつの人生』を監督した。この作品では脚本も担当している。

## 私生活
2005年2月に息子が、2011年1月には娘が誕生した。ともに父親が誰であるかは公表されていない。

## 主要な映画作品

### 出演作品
| 公開年 | 邦題 原題                                      | 役名                   | 備考 |
| ------ | ---------------------------------------------- | ---------------------- | --- |
| 1995   | いちばん美しい年齢 Le plus bel âge...          | シルヴィー             | |
| 1996   | ラブetc. Love, etc.                            |                        | |
| 1997   | ビヨンド・サイレンス Jenseits der Stille       | ララ                   | ドイツ映画賞最優秀女優賞 受賞 |
| 1999   | 点子ちゃんとアントン Pünktchen und Anton       | ロランス               | |
| 2000   | 囚われの女 La captive                          |                        | シネクラブ上映 |
| 2000   | 発禁本-SADE Sade                               |                        | |
| 2000   | Les Blessures assassines                       |                        | セザール賞新人女優賞 受賞 |
| 2001   | 家路 'Je rentre à la maison                    | アリエル               | |
| 2003   | 畏れ慄いて Stupeur et tremblements             |                        | セザール賞最優秀女優賞 受賞 カルロヴィ・ヴァリ国際映画祭最優秀女優賞 受賞 ルイ・リュミエール賞最優秀女優賞 受賞 エトワール・ドール賞主演女優賞 受賞 フランス映画祭上映 |
| 2003   | 迷宮の女 Dédales                               | クロード               | |
| 2005   | ワーズ・イン・ブルー Les mots bleus            | クララ                 | フランス映画祭上映 |
| 2007   | エディット・ピアフ〜愛の讃歌〜 La môme         | モモーヌ               | |
| 2008   | サガン -悲しみよ こんにちは- Sagan             | フランソワーズ・サガン | |
| 2009   | 冷たい雨に撃て、約束の銃弾を 復仇              | アイリーン・トンプソン | |
| 2009   | ルルドの泉で Lourdes                           |                        | ヨーロッパ映画賞 女優賞 受賞 |
| 2010   | 黄色い星の子供たち La rafle                    | ベラ・ジグレール       | |
| 2011   | 裏切りの戦場 葬られた誓い L'ordre et la morale | シャンタル             | |
| 2013   | わたしの名前は… Je m'appelle Hmmm...           |                        | |
| 2014   | イラン・アリミ誘拐事件の真実 24 jours          | ブリジット・ファレル   | TV5MONDE放映 |
| 2017   | ジャコメッティ 最後の肖像 Final Portrait       | アネット・アーム       | |
| 2018   | サスペリア Suspiria                            | グリフィス             | |
| 2019   | 魂は屈しない Insumisa                          | エンリケ・ファベール   | 第12回京都ヒストリカ国際映画祭で上映 |

### 監督作品
| 公開年 | 邦題 原題                                   | 備考   |
| ------ | ------------------------------------------- | ------ |
| 2012   | マリー、もうひとつの人生 La Vie d'une autre | 兼脚本 |

## 著作
- Il n'y a pas beaucoup d'étoiles ce soir（自伝、2003年）
- Le ciel t'aidera（小説、2005年）
- Gamines（小説、2006年）